# Криворожская (шахта)
«Криворожская» (до 2022 года «Ро́дина») — железорудная шахта в городе Кривой Рог Днепропетровской области (Украина).

## История
Разработка этого рудного поля велась с 1886 года на землях помещицы Юлии Авдеевны Шмаковой (Галковской).
Шахта сдана в эксплуатацию в июле 1972 года.
До 1 октября 1989 года как структурное подразделение входила в состав рудоуправления имени Карла Либкнехта производственного объединения «Кривбассруда». Затем вошла в состав Криворожского железорудного комбината.
6 сентября 2022 года переименована и получила название «Криворожская».

## Характеристика
Расположена на севере Саксаганского района города, на правом берегу реки Саксагань.
Шахта считается одной из первых в Кривом Роге шахт по запасам товарной руды и высокому процентному содержанию железа в руде. Геологи обнаружили запасы товарной железной руды на территории шахты на глубине более трёх километров. Планируется разработка ещё двух горизонтов.
Добыча руды производится на горизонте −1315 метров. Ведутся работы по подготовке к добычным работам на горизонтах −1390 и −1465 метров. Кроме основного ствола имеет ещё и вспомогательные — «Северная вентиляционная» и запасной ствол — бывшая шахта имени 50-летия газеты «Правда».
Средняя добыча товарной железной руды составляет около 1 750 000 тонн в год с процентным содержанием железа 59,5 %.